# Talassa (Algeria)
Talassa è un comune dell'Algeria, situato nella provincia di Chlef.
Technoblade